# دلتا تلمبه
دلتا تلمبه یک ستاره است که در صورت فلکی تلمبه قرار دارد.